# Sartaguda
Sartaguda – gmina w Hiszpanii, w Nawarze, o powierzchni 14,91 km². W 2011 roku gmina liczyła 1378 mieszkańców.